# Gustav Suits
Gustav Suits (ur. 30 listopada 1883 w Võnnu, zm. 23 maja 1956 w Sztokholmie) – estoński poeta, uważany za jednego z najwybitniejszych twórców poezji w literaturze estońskiej, historyk i krytyk literatury. 
Suits urodził się w miejscowości Võnnu, jako syn nauczyciela. W 1895 r. rozpoczął naukę w gimnazjum w Tartu. Zadebiutował w wieku 16 lat, publikując esej na łamach czasopisma Uus Aeg (Nowy Czas). W czasopiśmie tym ukazał się drukiem również pierwszy wiersz Suitsa.
W 1901 r. Suits założył towarzystwo literackie „Przyjaciele Literatury” (est. Kirjanduse Sõbrad), do którego należał m.in. Anton Hansen Tammsaare, uważany za jednego z najwybitniejszych powieściopisarzy estońskich. Towarzystwo publikowało czasopismo pt. Kiired. W latach 1905–1916 Suits był blisko związany z ruchem młodoestońskim (est. Noor-Eesti), którego ambicjami było wprowadzanie do literatury estońskiej najnowszych podówczas trendów i tendencji tematycznych oraz stylistycznych z literatur europejskich.
W niepodległej Estonii pracował jako nauczyciel i wykładowca akademicki, zajmujący się literaturą estońską. Opublikował wówczas liczne artykuły naukowe, poświęcone kwestiom szczegółowym literatury narodowej. W 1924 r. założył Estońskie Akademickie Towarzystwo literackie.
Na wniosek Polskiej Akademii Literatury 5 listopada 1938 został mu nadany Złoty Wawrzyn Akademicki.
W 1944 r. wyjechał z Estonii, osiedlając się w Sztokholmie. Tam aż do śmierci kontynuował działalność poetycką i historycznoliteracką.

## Twórczość
Na temat wczesnych tomów poetyckich Suitsa, Elu tuli (1905) i Tuulemaa (1913) Jacek Kolbuszewski pisze:

nacechowane były neoromantycznym liryzmem i symbolizmem, łączyły w sobie pierwiastki impresjonistycznego spojrzenia na świat z heroiczną interpretacją treści narodowych oraz krytyką burżuazyjnej cywilizacji i kultury.

Wybrane dzieła Suitsa:
- Elu tuli (wiersze, 1905)
- Sihid ja vaated (eseje, 1906)
- Tuulemaa (wiersze, 1913)
- Ohvrisuits (wiersze, 1920)
- Kõik on kokku unenägu (wiersze, 1922)
- Lapse sünd (ballada, 1922)
- Noor-Eesti nõlvakult (eseje, 1931)
- Tuli ja tuul (wiersze, 1950)